# 威廉·泰爾

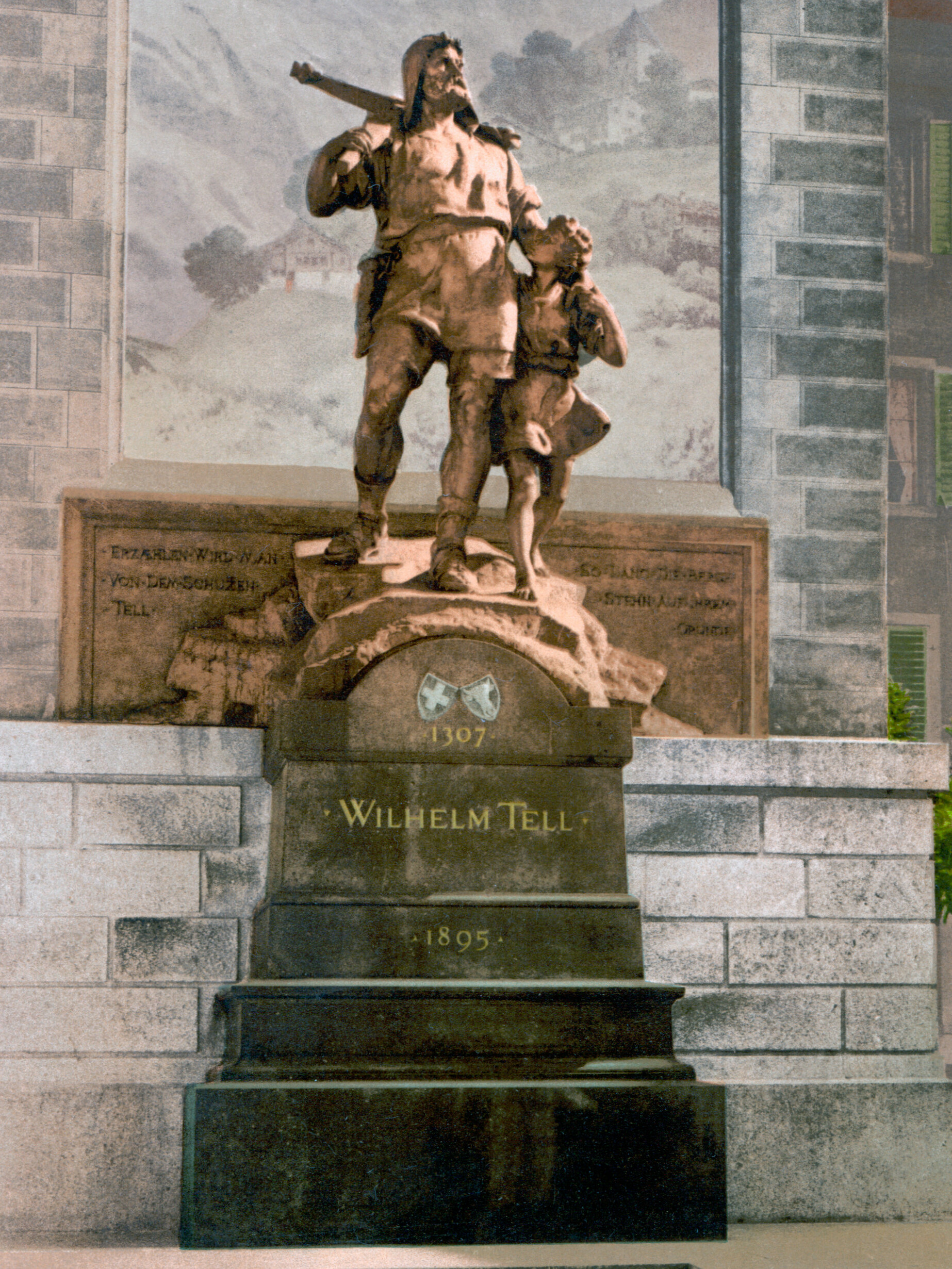
威廉泰爾与兒子在阿尔特多夫的雕像（Richard Kissling, 1895）

威廉·泰爾（德語：Wilhelm Tell，發音：[ˈvɪlhɛlm ˈtɛl] ⓘ）是瑞士傳說中的英雄，14世紀居住於烏里州。

## 傳說
威廉·泰爾是烏里州的一個農民，哈布斯堡王朝在當地實行暴政，新任總督阿尔布雷希特·格斯勒在中央廣場豎立柱子，在柱頂掛着奧地利皇家帽子，並規定居民經過時必須向帽子敬禮，違者將遭到重罰。當時泰爾因沒有向帽子敬禮而被捕，格斯勒要泰爾一箭射中放在泰爾兒子頭上的蘋果才釋放他們，否則兩人都會被罰，结果泰爾成功射中蘋果。第二箭瞄準格斯勒總督，但泰爾並沒有射出箭。當時泰爾回答：「如果我射中了我兒子，那麼第二箭會射向總督心臟。」(另一說為"如果沒射中蘋果，那麼第二箭會射向總督心臟")，總督大怒，將泰爾父子囚禁起來。
暴政仍然持續，於是人民發動起義，泰爾在混亂中逃出來，最後泰爾在一次行動中用十字弓殺死格斯勒。由於人民反抗，奧地利出兵鎮壓，不過最終被反抗者擊敗。

## 歷史上記載
1475年，一本名為White Book of Sarnen 的圖書記載了威廉泰爾的事蹟。但從19世紀下半葉開始，歷史學家普遍承認沒有14世紀的證據證明泰爾是一個真實歷史人物，更不用說關於蘋果的故事了。由於泰爾的歷史真實性涉及瑞士的立國傳說，因此往往陷入政治爭議之中。一名三十年战争时期的士兵，彼得·哈根多夫在其日记中提到，他曾去过威廉退尔逃出的教堂。

## 現今影響
- 1829年意大利作曲家罗西尼根据德国剧作家席勒的剧作《威廉·泰尔（英语：William Tell (play)）》创作了同名歌剧。其中《威廉·泰尔序曲》成为一首知名的音乐作品，至今在世界各地被广泛演出。